# بازی Fizz buzz
Fizz buzz یک بازی گروهی کلمات برای کودکان است تا به آنها در مورد تقسیم آموزش دهد. بازیکنان به نوبت به صورت افزایشی شمارش می‌کنند و هر عددی را که بر سه بخش پذیر باشد با کلمه "fizz" و هر عددی را که بر پنج بخش پذیر باشد با کلمه "buzz" جایگزین می‌کنند.

## نحوه بازی
بازیکنان معمولاً در یک دایره می‌نشینند. اولین بازیکن عدد "۱" را می‌گوید و بازیکنان به نوبت می‌شمارند. به این ترتیب هر عددی که بر سه بخش پذیر باشد با کلمه fizz و هر عددی که بر پنج بخش پذیر باشد با کلمه buzz جایگزین می‌شود. اعدادی که بر ۱۵ بخش پذیر هستند تبدیل به Fizz buzz می‌شوند. بازیکنی که تردید کند یا اشتباه کند از بازی حذف می‌شود.
به عنوان مثال، یک نمونه از بازی فیز باز به صورت زیر شروع می‌شود:
1, 2, Fizz, 4, Buzz, Fizz, 7, 8, Fizz, Buzz, 11, Fizz, 13, 14, Fizz Buzz, 16, 17, Fizz, 19, Buzz, Fizz, 22, 23, Fizz, Buzz, 26, Fizz, 28, 29, Fizz Buzz, 31, 32, Fizz, 34, Buzz, Fizz, ...

## مدل‌های دیگر بازی
در برخی از نسخه‌های بازی می‌توان به جای آن از قوانین تقسیم پذیری دیگری مانند تقسیم پذیری بر ۷ استفاده کرد. قانون دیگری که ممکن است برای پیچیده‌تر کردن بازی استفاده شود این است که اعداد حاوی یک رقم نیز شامل قانون جایگزینی با کلمه می‌شوند (به عنوان مثال، ۵۲ از همان قانون برای عددی که بر ۵ بخش پذیر است استفاده می‌کند چون در آن رقم ۵ وجود دارد).